# Vinařická skupina
Vinařická skupina nebo vinařický stupeň bylo kulturní uskupení zformované v české kotlině v průběhu první poloviny 5. století (náležící do období nazývané dobou stěhování národů). Jeho genezi lze vysledovat v kontaktu pro dobu římskou domácího svébského substrátu s nově příchozí vlnou obyvatelstva z východu. V průběhu 5. století pak vinařická skupina dominuje v severní polovině Čech, změny v náplni její materiální kultury jsou však lakmusovým papírkem pro pozorování a definování vývoje nadregionálních vztahů ve střední Evropě. Vinařická skupina je známá především na základě výzkumu pohřebišť – Vinařice (Landova cihelna v Třebichovicích), Praha-Kobylisy, Praha-Veleslavín, Praha-Radotín, Praha-Zličín, Litovice, Zbuzany, Kolín a další. V mnoha případech se však jedná o staré výzkumy (sahající v případě eponymní lokality do druhé poloviny 19. století) a do dnešních dnů se zachovaly pouze soubory nálezů (spony, keramika, skleněné nádoby).